# Эпитокия

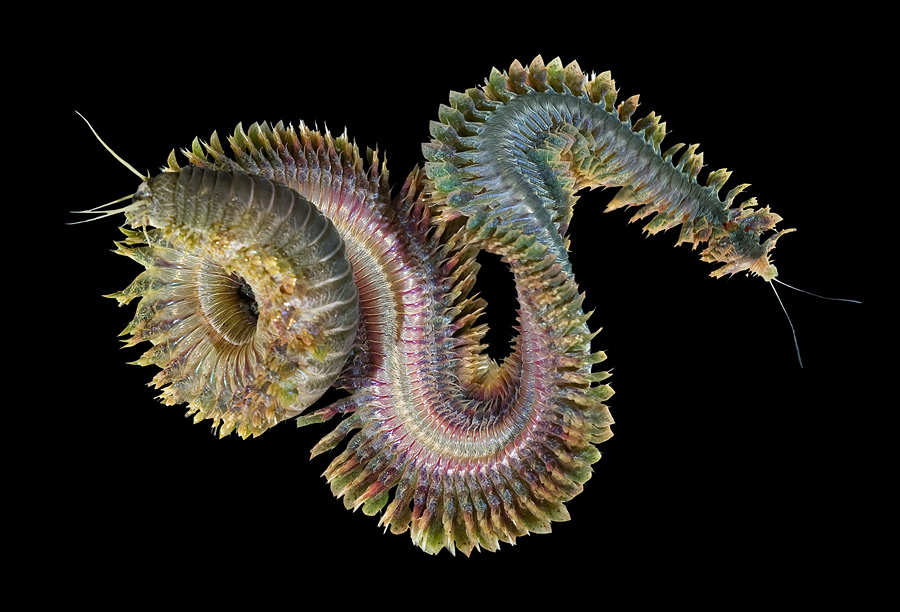
Эпитокная (эпигамная) форма Nereis virens

Эпитокия (от греч. ерi — над, после и греч. tokos — рождение) — развитие пелагической стадии у некоторых донных многощетинковых червей в сезон полового размножения. Образование пелагической (эпитокной) стадии из донной (атокной) происходит либо путём метаморфоза, либо в ходе бесполого размножения (в форме почкования или паратомии). У эпитокных червей получают большее развитие глаза и мышцы, а также модифицированы параподии: гребная поверхность увеличена плавничками и более крупными плавательными щетинками. Обычно пелагические стадии образуются синхронно во всей популяции червей и поднимаются к поверхности воды, где через разрыв стенки сегмента выбрасывают гаметы в толщу воды.
Наиболее изучено явление эпитокии у представителей семейств Nereididae, Eunicidae и Syllidae.

## Виды эпитокии
По участию бесполого размножения в образовании эпитокной особи, выделяют два варианта: эпигамия и схизогамия.
- Эпигамия (от греч. gamos — брак) — изменения происходят во всех сегментах тела червя, образуется  эпитокная форма. По окончании периода размножения особь погибает.

- Схизогамия (от др.-греч. σχίζω — раскалываю) — изменения происходят только в части сегментов. Тело червя разделяется на два отдела. В результате возникает резкое разделение тела на передний — атокный, то есть бесполый, и задний — эпитокный, или половой, отделы. В заднем отделе формируются половые продукты и изменяются параподии. Эпитокный отдел отделяется от тела червя и самостоятельно плавает, рассеивая половые продукты. При таком способе размножения особь не погибает, а регенерирует утраченные сегменты тела.